# Herbert Bösch

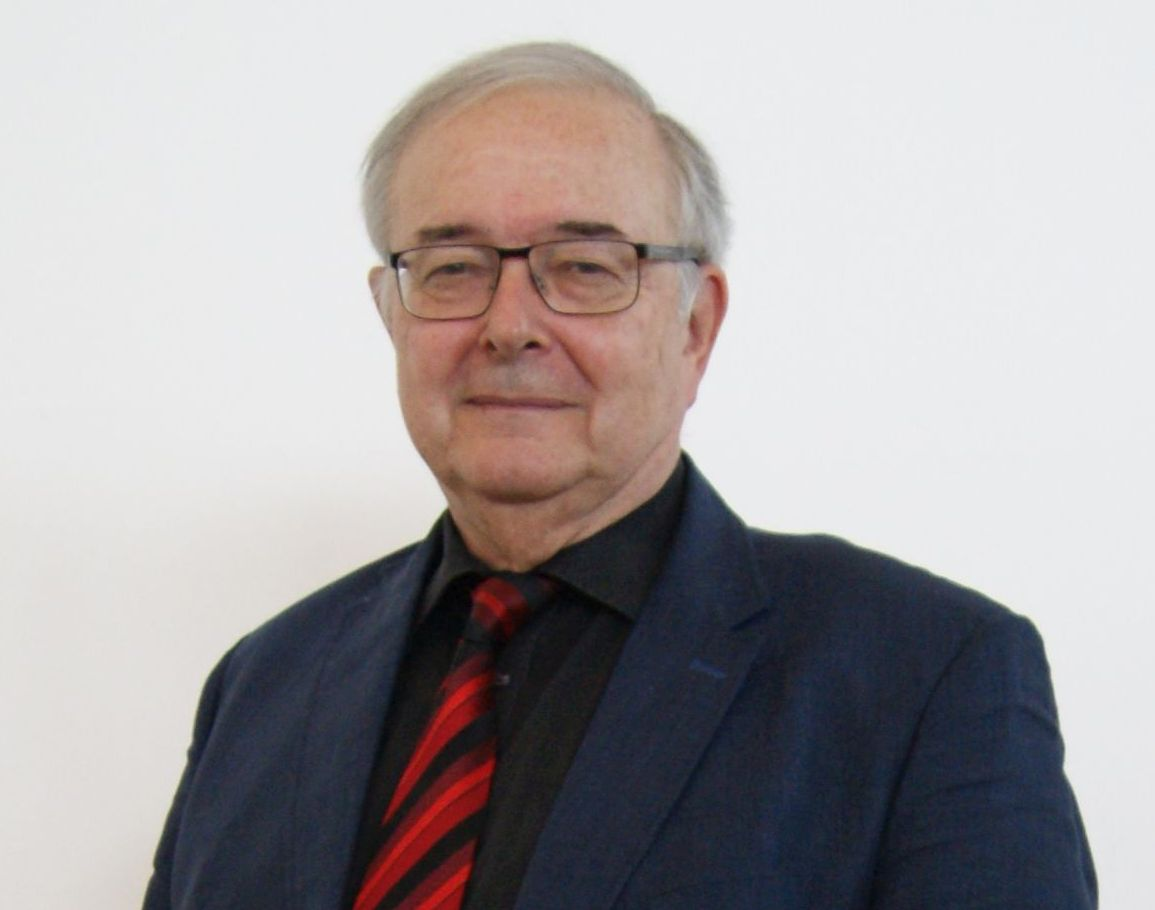
Herbert Bösch (2019)

Herbert Bösch (* 11. September 1954 in Feldkirch) ist ein ehemaliger österreichischer Politiker (SPÖ). Bösch war von 1989 bis 1994 Mitglied des Bundesrats, von 1994 bis 1995 Abgeordneter zum Nationalrat und von 1995 bis 2009 Mitglied des Europäischen Parlaments.

## Ausbildung und Beruf
Bösch besuchte nach der Volksschule ein Gymnasium, das er 1973 mit der Matura abschloss. Er leistete von 1973 bis 1974 den Präsenzdienst ab und studierte im Anschluss Soziologie und Politologie an der Universität Konstanz. 1978 schloss er sein Studium mit dem akademischen Grad Mag. art. ab und ließ sich seinen Abschluss als Mag. phil. nostrifizieren. Danach arbeitete Bösch von 1978 bis 1979 als Landesstellenleiter des Dr. Karl Renner-Institutes in Vorarlberg und war von 1980 bis 1995 Bediensteter der Landeshauptstadt Bregenz. Nach seinem Ausscheiden aus der Politik kehrte Bösch 2009 in die Bregenzer Stadtverwaltung zurück.

## Politik
Bösch engagierte sich politisch zunächst von 1978 bis 1988 als Landesvorsitzender der Jungen Generation der SPÖ Vorarlberg und war von 1980 bis 1985 Ersatzmitglied der Gemeindevertretung Höchst. Zudem übte er von 1980 bis 1985 die Funktion des Ortsparteivorsitzenden der SPÖ Höchst aus und war ab 1989 Bezirksparteivorsitzender der SPÖ Bregenz. Zwischen dem 24. Oktober 1989 und dem 18. Oktober 1994 vertrat er die SPÖ Vorarlberg im Bundesrat, danach wechselte er in den Nationalrat, dem er vom 7. November 1994 bis zum 22. Juni 1995 sowie kurzfristig am 15. Jänner 1996 angehörte. Bösch vertrat in der Folge Österreich vom 1. Jänner 1995 bis zum 14. Juli 2009 im Europäischen Parlament und hatte vom 31. Jänner 2007 bis zum 13. Juli 2009 das Amt des Vorsitzenden des Haushaltskontrollausschusses inne. Bösch schied im Zuge der Europawahl 2009 aus dem Parlament aus, nachdem ihn die Parteiführung auf einen aussichtslosen Listenplatz gereiht hatte. Die schlechte Platzierung wurde weithin als Abstrafung für Böschs Kritik am EU-skeptischen Kurs von Parteiobmann und Bundeskanzler Werner Faymann gewertet.
Bösch war im Europäischen Parlament ständiger Berichterstatter für Betrugsbekämpfung und erreichte 1999 durch seine Arbeit als parlamentarischer Haushalts-Kontrolleur den Rücktritt der gesamten Kommission. Zudem war er stellvertretendes Mitglied im Ausschuss für Landwirtschaft und ländliche Entwicklung, Mitglied im Gemischten Parlamentarischen Ausschuss EU-Chile und stellvertretendes Mitglied im Parlamentarischen Kooperationsausschuss EU-Ukraine. 

## Auszeichnungen
- 1999: Großes Goldenes Ehrenzeichen für Verdienste um die Republik Österreich[3]